# 内野艳和
内野艳和（日语：／ Uchino Tsuyaka，2002年1月13日—），日本女子自行车运动员，2023年世界场地自行车锦标赛女子记分赛铜牌得主、2022年亚洲运动会女子麦迪逊赛和女子团体追逐赛金牌得主。